# Binnenmaas
Binnenmaas  è stata una municipalità dei Paesi Bassi di 28 960 abitanti situata sull'isola di Hoeksche Waard nella provincia dell'Olanda Meridionale.
Dal 1º gennaio 2019 il comune è stato soppresso e accorpato, insieme a Cromstrijen, Korendijk, Oud-Beijerland, e Strijen, nella nuova municipalità di Hoeksche Waard.